# Cadurcia semiviolacea
Cadurcia semiviolacea là một loài ruồi trong họ Tachinidae.